# Sinagoga del Sofer
La sinagoga del Sofer fue un edificio de la ciudad española de Toledo.

## Descripción
Su construcción se remontaría a los siglos XII o XIII. Estaba ubicada en la ciudad española de Toledo, en concreto al oeste del casco urbano, en el entorno de la actuales calles del Ángel y de los Reyes Católicos. Se especuló sobre la ubicación de la sinagoga, desaparecida hace siglos, hasta hace poco. Quedan restos del inmueble, localizados tras una serie de obras realizadas en el lugar hacia 2010. La concejala toledana Ana Isabel Fernández Samper buscó promocionar el espacio como un posible punto de interés para los turistas judíos que acuden a la ciudad.